# Phanogomphus lividus
Phanogomphus lividus is een echte libel uit de familie van de rombouten (Gomphidae).
De wetenschappelijke naam van de soort werd in 1854 als Gomphus lividus gepubliceerd door Edmond de Selys Longchamps.

## Synoniemen
- Gomphus sordidus Hagen, 1854
- Gomphus umbratus Needham, 1897